# Distrito de Gourdon
El distrito de Gourdon es un distrito (en francés arrondissement) de Francia, que se localiza en el département Lot, de la région Mediodía-Pirineos (en francés Midi-Pyrénées). Cuenta con 9 cantones y 85 comunas.
La capital de un distrito se llama subprefectura (sous-préfecture). Cuando un distrito contiene la prefectura (capital) del departamento, esa prefectura es la capital del distrito, y se comporta tanto como una prefectura como una subprefectura.

## División territorial

### Cantones
Los cantones del distrito de Gourdon son:
1. Cantón de Gourdon
2. Cantón de Gramat
3. Cantón de Labastide-Murat
4. Cantón de Martel
5. Cantón de Payrac
6. Cantón de Saint-Germain-du-Bel-Air
7. Cantón de Salviac
8. Cantón de Souillac
9. Cantón de Vayrac

### Comunas
| 1. Alvignac (46003)            | 2. Anglars-Nozac (46006)            | 3. Baladou (46016)                   | 4. Le Bastit (46018)                  |
| 5. Beaumat (46019)             | 6. Bio (46030)                      | 7. Bétaille (46028)                  | 8. Calès (46047)                      |
| 9. Caniac-du-Causse (46054)    | 10. Carennac (46058)                | 11. Carlucet (46059)                 | 12. Cavagnac (46065)                  |
| 13. Cazillac (46067)           | 14. Concorès (46072)                | 15. Condat (46074)                   | 16. Couzou (46078)                    |
| 17. Cressensac (46083)         | 18. Creysse (46084)                 | 19. Cuzance (46086)                  | 20. Dégagnac (46087)                  |
| 21. Fajoles (46098)            | 22. Floirac (46106)                 | 23. Fontanes-du-Causse (46110)       | 24. Frayssinet (46113)                |
| 25. Gignac (46118)             | 26. Ginouillac (46121)              | 27. Gourdon (46127)                  | 28. Gramat (46128)                    |
| 29. Labastide-Murat (46138)    | 30. Lacave (46144)                  | 31. Lachapelle-Auzac (46145)         | 32. Lamothe-Cassel (46151)            |
| 33. Lamothe-Fénelon (46152)    | 34. Lanzac (46153)                  | 35. Lavercantière (46164)            | 36. Lavergne (46165)                  |
| 37. Loupiac (46178)            | 38. Lunegarde (46181)               | 39. Léobard (46169)                  | 40. Martel (46185)                    |
| 41. Masclat (46186)            | 42. Mayrac (46337)                  | 43. Meyronne (46192)                 | 44. Miers (46193)                     |
| 45. Milhac (46194)             | 46. Montamel (46196)                | 47. Montfaucon (46204)               | 48. Montvalent (46208)                |
| 49. Nadaillac-de-Rouge (46209) | 50. Padirac (46213)                 | 51. Payrac (46215)                   | 52. Payrignac (46216)                 |
| 53. Peyrilles (46219)          | 54. Pinsac (46220)                  | 55. Les Quatre-Routes-du-Lot (46232) | 56. Rampoux (46234)                   |
| 57. Reilhaguet (46236)         | 58. Rignac (46238)                  | 59. Le Roc (46239)                   | 60. Rocamadour (46240)                |
| 61. Rouffilhac (46241)         | 62. Saint-Chamarand (46253)         | 63. Saint-Cirq-Madelon (46257)       | 64. Saint-Cirq-Souillaguet (46258)    |
| 65. Saint-Clair (46259)        | 66. Saint-Denis-lès-Martel (46265)  | 67. Saint-Germain-du-Bel-Air (46267) | 68. Saint-Michel-de-Bannières (46283) |
| 69. Saint-Projet (46290)       | 70. Saint-Sauveur-la-Vallée (46291) | 71. Saint-Sozy (46293)               | 72. Salviac (46297)                   |
| 73. Sarrazac (46298)           | 74. Soucirac (46308)                | 75. Souillac (46309)                 | 76. Soulomès (46310)                  |
| 77. Strenquels (46312)         | 78. Séniergues (46304)              | 79. Thédirac (46316)                 | 80. Thégra (46317)                    |
| 81. Ussel (46323)              | 82. Uzech (46324)                   | 83. Vaillac (46325)                  | 84. Vayrac (46330)                    |
| 85. Le Vigan (46334)           |                                     |                                      |                                       |